# استاد أريحا الدولي
إستاد أريحا الدولي ملعب لكرة القدم في أريحا، الضفة الغربية، تأسس الملعب عام 1996 وتم ترميمه في عام 2012. الملعب يتسع ل 15،000 متفرج.